# Parvilux
Parvilux is een geslacht van straalvinnige vissen uit de familie van lantaarnvissen (Myctophidae).

## Soorten
- Parvilux boschmai Hubbs & Wisner, 1964
- Parvilux ingens Hubbs & Wisner, 1964